# 戦闘ストレス反応
戦闘ストレス反応（せんとうストレスはんのう、英: combat stress reaction, CSR）とは、戦闘によってもたらされる心因性疾患、後遺症である。戦争後遺症（せんそうこういしょう）、戦争神経症（せんそうしんけいしょう）とも呼称される。

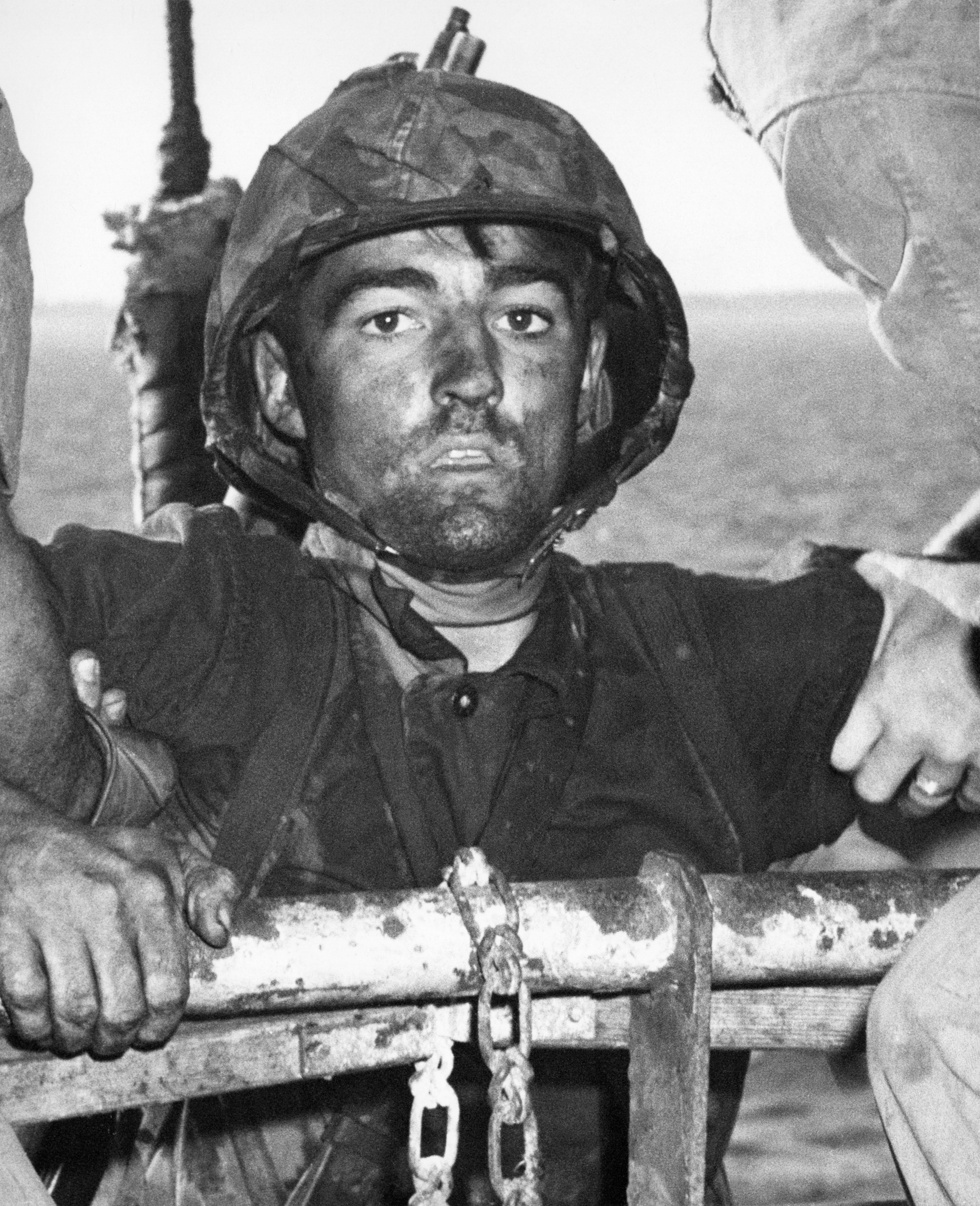
太平洋戦争、エニウェトクの戦いで戦闘神経症を患ったアメリカ海兵隊員。撮影から1ヶ月後に戦死（1944年2月）。

## 研究史
軍事心理学や軍事医学の研究では、戦闘ストレス反応は戦闘を経験した兵士が陥る様々な反応を含む幅広い心理的障害(心身症)として定義されており、例えば、研究者のノイは、戦闘において兵士が被る非物質的な損害であると定義している。
近代までの戦闘に対しては戦闘行為をできない者を臆病者としていたため、記録は残っていて無い。だが、少年を殺害して、その後出家した熊谷直実のような例は現在で言うとPTSDではないかとされている。

第一次世界大戦になると、戦闘時間が増加した影響でストレスが拡大する。おいて兵士の戦闘ストレス反応を研究した軍医は爆音を伴う塹壕に対する砲撃によってこのような障害が生じると考え、このような症状をシェルショック (shell shock)(日本語で砲弾ショック、戦場ショックとも) と呼んだ。しかし、後に砲撃に関わらず長期間に渡る戦闘によっても反応が見られることから戦争神経症 (war neurosis) へと呼称は変化する。この兵士達の観察を基にして、ジークムント・フロイトは反復強迫的な外傷性悪夢について研究した。
第二次世界大戦にかけて、さらに戦闘疲労 (combat fatigue) とも呼ばれ、戦闘の期間があまりに長期間にわたると性格や能力に関わらず全ての兵士がこのような反応を示すことが明らかにされた。
この時期、日本では戦闘ストレスによる症状を戦争神経症と訳していた。1938年、陸軍省の医事課長は貴族院で「欧米の軍隊に多い戦争神経症が一名も発症しないのが皇軍の誇り」と答弁していたが、その陰で陸軍国府台病院などには多数の兵士が収容され治療を受けていた。しょうけい館（戦傷病者史料館）は2024年より心の傷を負った戦傷病者及びその家族に係る資料調査を実施し、2025年7月より「心の傷を負った兵士」と題したテーマ展示を行っている。
朝鮮戦争では、従来のような戦闘ストレス反応による損耗は減少し、精神病的損害 (psychiatric casualities) という名称で戦闘ストレス反応に関連する症状を示す兵士が評価されるのが通例となった。しかし研究の焦点は戦闘行動によって示す古典的な戦闘ストレス反応から新しく後遺症に移ることになる。
1980年代にかけてベトナム戦争からのベトナム帰還兵が、社会復帰後に深刻な心理的障害を示すことがアメリカ精神医学会で研究されるようになり、これは心的外傷後ストレス障害 (post traumatic stress disorder, PTSD) と命名された。

## ストレス要因
戦闘ストレス障害の基本的な症状としては攻撃行動の衝動、アルコール依存、解離症状、不安、無感動、疲労感、飲食障害、集中力低下、記憶障害、鬱、嘔吐、自己嫌悪、言語障害、現実逃避などが挙げられる。そのストレッサーとなる要因は環境的要因、生理的要因、精神的要因、軍事的要因、人格的要因に大別できる。
- 環境的要因には気温、気象、湿度、騒音、また核兵器や生物・化学兵器による汚染などがある。
- 生理的要因には睡眠不足、不規則な睡眠、飢餓、体温の低下、水分の不足などがある。
- 精神的要因には恐怖感、負傷、拘束、暴力、士気の低下、指揮官や部隊への不信感などがある。
- 軍事的要因には戦闘による損害、敵の奇襲、戦場の不確実性、人員や装備の不足などがある。
- 人格的要因には健康上の心配、経済的問題、心的外傷、罪悪感、人格的傾向などがある。

これらのストレッサーの中でどれが重要な要素となるかは陸海空軍の軍種、また個々の兵士の職種や職域、部隊の錬度や文化によっても異なってくる。

## 戦闘効率性との関係
どの程度の戦闘ストレスによって部隊に精神的損耗が生じるかを調べるために1944年ノルマンディーで連合国の兵士を対象に研究が行われた。スワンクとマーチャンドの報告によれば、継続的な戦闘ストレスに曝された部隊の戦闘効率性は一時的に上昇しながらもある時点を境に低下していくことが分かった。この過程は4つの期間に大別することが可能であり、
- 第1期は兵士が戦闘に適応する期間で約10日間に及ぶ。
- 第2期は戦闘効率性が最大限に発揮される期間で約20 - 30日間に及ぶ。
- 第3期は兵士は過敏になり始めて戦闘効率性が低下し始める期間で約10日間に及ぶ。
- 第4期は終末的な戦闘疲労を見せる期間で約10日間に及び、この段階において兵士は完全に無気力な状態となり、部隊は効率的に戦闘することが不可能となる。

## 文献情報
- 保坂廣志「今次大戦下太平洋地域における米軍の「戦争神経症」対策とその実際」『人間科学』第17号、琉球大学法文学部、2006年3月、231-270頁、CRID 1050855676756801536、hdl:20.500.12000/8294、ISSN 1343-4896。
- Chermol, B. H. 1983. Psychiatric casualities in combat. Military Review 58, July, pp. 26-32.
- Gal, R. 1988. Psychological aspects of combat stress: A model derved from Israeli and other combat experiences. Proceedings of Sixth Users' Workshop on Combat Stress, ed. A. D. Mangelsdorf. Report no. 88-003, August. Fort Sam Houston, Tex.: U.S. Army Health Care Studies and Clinical Investigation Activities.
- Hammerman, G. 1987. The psychological impact of chemical weapons on combat troops in World War First. In Proceeding of Defense Nuclear Agency Symposium/Workshop on the Psychological Effects of Tactical Nuclear Warfare, es. B. H. Drum and R. H. Young, Technical Report, SAIC, July.
- Noy, S. 1991. Combat stress reactions. Handbook of military psychology, ed. R. Gal and A. D. mangelsdorff. Chichester: Wiley.
- Salmon, T. W. 1919. The war neurouses and their lessons. New York Journal of medicine, 59:993-94.
- Swank, R. L. and W. E. Marchand. 1946. Combat neuroses: The development of combat exhaustion. Archives of neurology and Psychiatry 55:236-47.